# حزب توحيد الشعب
حزب توحيد الشعب، المعروف أيضًا باسم حزب الشعب الأصلي،  هو حزب سياسي في ليبيريا.

## التاريخ
تأسس الحزب في عام 2014، من مؤسسيه عضو مجلس النواب جيمس إيمانويل نوكواي والسناتور هنري يلاه،  وانضم إليه السناتور سومو كوبي بعد هزيمته في الانتخابات التمهيدية لحزب الوحدة. فاز الحزب بمقعد واحد في انتخابات مجلس الشيوخ في ديسمبر 2014، مع انتخاب جيم تورنونلاه في مقاطعة مارغيبي.